# Autorretrato cerca del Gólgota
Autorretrato cerca del Gólgota (en francés Autoportrait près du Gólgotha) es un cuadro de Paul Gauguin hecho en 1896 al principio de su segunda estancia en Tahití. Se conserva en el Museo de Arte de São Paulo. Se conoce por la referencia núm. 534 del catálogo de Wildenstein.

## Descripción
El autorretrato expresa sus tormentos físicos y morales. En Francia se había fracturado una pierna en una pelea y se había contagiado de sífilis. Al volver por segunda vez a Tahití su salud empeoró. Intentó volver con su antigua amante, Tehemana, pero las úlceras que Gauguin le habían salido en la pierna, que podrían ser de origen sifilítico, la asustaron tanto que lo dejó. En mayo de 1896 reconoce que está cerca del suicidio («cosa ridícula de hacer pero probablemente inevitable»). En julio ingresó en el hospital militar de Papeete donde se registró como indigente y donde escribió:

Estoy en el hospital colonial tratándome el pie que está muy estropeado [...] Sólo me queda decirte que [...] sigo pintando cuadros que son groseramente repelentes.

Al inicio de la segunda estancia en Tahití moralmente también estaba afectado. Las críticas de la última exposición en París habían sido duras y se sentía abandonado por los amigos. Gauguin, que había dejado su profesión de banquero y su familia, no podía entender que se quisiera revolucionar el arte desde una posición acomodada en la burguesía parisina.
Este estado de ánimo lo refleja en el cuadro. A diferencia de autorretratos anteriores, sus facciones son menos marcadas y expresa sufrimiento. Sus ojos pesados y apagados expresan dolor y fatiga. La mirada fija y decidida es a la vez desafiante y digno, consciente de la realidad. Detrás de él, a cada lado, aparecen unas figuras oscuras, un monje encapuchado y un indio probablemente inca. Son los símbolos de su personalidad dual, el cristianismo europeo y las raíces peruanas, además de espectros de la muerte.
El Gólgota es la colina en las afueras de Jerusalén donde Cristo sufrió el calvario. Esta referencia cristiana que dejó inscrita en el cuadro es una muestra que el pintor se consideraba un mártir del arte. La bata de hospital parece una túnica de un condenado.
El cuadro no lo envió a Francia para venderlo como el resto. Tras su muerte fue adquirido por el escritor Victor Segalen que había ido a las islas Marquesas para informarse de los últimos días del pintor y se encontró con un «retrato doloroso».